# La Abeja
La Abeja fue una revista científica y cultural editada en Barcelona entre 1862 y 1870.

## Historia
Editada en Barcelona, la revista se publicó en dos épocas independientes: entre 1862 y 1866 y a lo largo de 1870. Supuso un vector de introducción de la literatura alemana en la península, además de ser una plataforma en la que se publicaron traducciones de diversos trabajos de carácter científico provenientes del continente, junto a artículos divulgativos sobre las teorías evolucionistas de Lamarck. Su fundador fue Antonio Bergnes de las Casas.